# 八穀增廿七
天貓座5，又名BD+58 927，HD 44708、SAO 25733、HR 2293，是天貓座的一颗恒星，视星等为5.21，位于銀經156.53，銀緯19.78，其B1900.0坐标为赤經6h 18m 5s，赤緯+58° 19.78′ 19″。